# 엠버 문

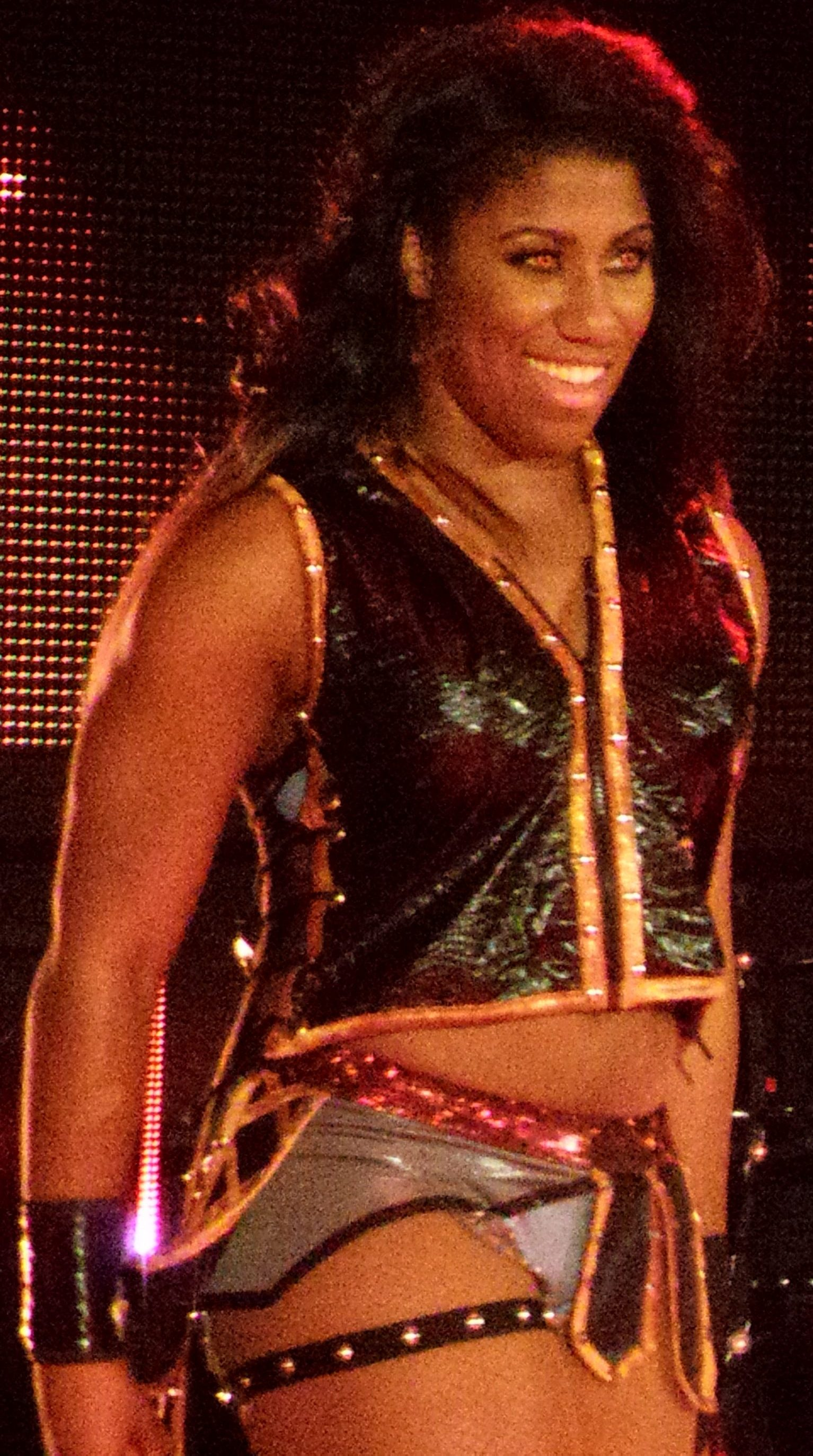
엠버 문 (2017년)

엠버 문(Ember Moon, 1988년 8월 31일 ~ )은 본명은 아드리엔 리스(Adrienne Reese)라는 여자 미국의 프로레슬링선수다. 키는 160cm 몸무게는 54kg나간다. 2007년 프로레슬링 입문으로써 피니쉬는 이클립스/Eclipse(다이빙 코크스크류 스터너/Diving Corkscrew Stunner)로 사용을 하고 그러다가 인디단체 이름은 오-페이스/O-Face라는 사용을 하고 참고로 싯아웃 스쿱 슬램 파일드라이버/Sitout Scoop Slam Piledriver로 사용을 한다. 게다가 시그니처 기술은 스피닝 솔 킥/Spinning Sole Kick으로 사용을 한다. 이분은 WWE NXT에서 활동을 하는 그런 선수다.

## 경력
WWE NXT 등장 전에는 ACW등의 텍사스 지역을 기반으로 하는 인디 단체에서 주로 활동했다. 쉬머에서도 상당히 자주 출전했었다. 이 때 당시 썼던 링네임은 아테나(Athena)이며 현재도 밀고 있는 전쟁의 여신 기믹은 이때부터 줄곧 가져오고 있다. 인디 때부터 상당한 커리어를 쌓았다가, 2015년 11월 NXT와 계약했다.

## WWE NXT
2016년 8월 WWE NXT 테이크오버 : 브루클린 II에서 빌리 케이를 상대로 등장했다. 한명한명씩 차례로 꺾으면서 주목받기 시작하고 빌리 케이 & 페이튼 로이스에게 구타당하는 리브 모건 & 알리야를 구하러 오면서 2016년 11월 23일에 방영된 WWE NXT에서 리브 모건 & 알리야와 팀을 이뤄 빌리 케이 & 페이턴 로이스 & 다리아/소냐 드빌을 이긴다. 이후 아스카급의 사기 레슬러란 평가를 받으며 싱글 매치에선 여러 경기에 출전하여 연전연승했는데... 리브 모건, 페이튼 로이스와의 3자간 챔피언십 도전자 결정전에서 페이튼 로이스의 절친인 빌리 케이의 적절한 방해로 결국 페이튼 로이스가 올라가게 된다. 페이튼 로이스는 아스카에게 패배했지만 경기가 끝난 후 빌리 케이와 함께 페이튼 로이스가 아스카를 공격하자 아스카를 도우러 나타나는데 정작 도움받은 아스카는 챔피언 벨트를 가지고 엠버 문을 약올리며 대립 플래그를 세운다. 이 때부터 아스카와 대립하며 현재 NXT 위민스 챔피언십을 독재하는 아스카에 맞설 유일한 대항마로 주목받지만, 결국 마지막에 NXT 테이크오버: 올란도에서 심판을 이용한 아스카의 적절한 반칙으로 아스카에게 패배한다. 아스카에게 패배했지만 아스카가 반칙까지 쓰면서 이긴 건 엠버 문이 처음이라 현재 NXT 최장수 챔피언 기록을 지속 경신중인 아스카를 이길 유일한 대항마로 평가받고 있다. 앞으로 아스카와 지속적으로 대립 플래그를 세우며 NXT위민스 디비전을 이끌어나갈 듯 하다. 2017년 4월 위민스 챔피언십 도전자를 결정하는 배틀로얄 매치에 참가하지만 아스카의 난입으로 탈락 챔피언십 매치 기회를 받지만 부상으로 인해 약 한달간 경기 출장이 불가능하게 되었다. 한동안 재활에 들어가게 되었고 2017년 6월에 방영된 WWE NXT에서 복귀하고 자신을 부상입힌 아스카에게 다시 도전을 걸어온다. 이에 테이크오버: 브루클린 3에서 기회를 잡았고, 챔피언십 매치를 치렀다. 그러나 아스카가 피니쉬인 이클립스를 맞고도 킥 아웃하고 뒤에 이은 슈퍼 킥을 맞고도 또 킥 아웃하자 앰버 문이 멘붕하고 그 틈을 노려 아스카가 아스카 락을 걸며 결국 탭 아웃하고 만다. 아스카가 WWE NXT 위민스 타이틀을 반납하면서 챔피언 자리가 공석이 되고, 2017년 10월 18일에 방영된 NXT에서 루비 라이엇, 소냐 드빌을 상대로 트리플 쓰렛을 가져 승리를 거두면서 NXT 테이크오버 워게임즈에서 열릴 페이탈 4 웨이 NXT 위민스 챔피언십에 참가하게 되면서 페이턴 로이스, 니키 크로스, 카이리 세인을 상대로 페이탈 4 웨이 매치에서 승리를 거두면서 새로운 NXT 위민스 챔피언에 등극한다. WWE 로얄 럼블 2018에서 로얄 럼블 매치에서 잠깐동안이나 등장을 했다. 결과는 탈락이다. 셰이나 베이즐러와의 대립이 계속 벌어지면서 테이크오버 뉴올리언스에서 한 번 더 격돌했지만, 패배하며 타이틀을 내준다 그것이 마지막이였다.

## WWE Raw
그러나 이번에는 2018년 4월 9일 진행되었던 WWE Raw에서 통해 나이아 잭스의 태그팀 파트너로 등장했는데 상대 악역은 역시 미키 제임스 & 알렉사 블리스다 그리고 2vs2 태그팀 매치에서 쉽게 이겨 버린다. 2018년 4월 16일 WWE Raw에서도 미키 제임스라는 상대를 했으나 3분 몇초만에 짦은 쉽게 승리를 가져간다. 2018년 4월 23일 WWE Raw에서 이번에는 5vs5 태그팀 매치가 있는데 결국은 DQ다. 2018년 5월 7일 WWE Raw에서는 머니 인 더 뱅크 퀄러파잉 매치중에서 참가를 했지만 드디어 참가를 하게 된다. 2018년 5월 14일 WWE Raw에서는 3vs3 태그팀 매치중에서는 아예 이기고 만다. 2018년 5월 21일 WWE Raw에서는 알렉사 블리스라는 승리를 따낸다. 2018년 6월 4일 WWE Raw에서는 3vs3 태그팀 매치중에서는 이기고 만다. 2018년 6월 11일 WWE Raw에서 페이 탈 포 웨이매치중에서 참가를 했지만 패배를 한다. 2018년 6월 17일 WWE 머니 인 더 뱅크 2018에서 여자 머니 인 더 뱅크 매치중에서 참가를 했지만 실패를 거둔다. 2018년 6월 25일 WWE Raw에서는 3vs3 태그팀 매치중에서 패배하고 그리고 2018년 7월 2일 WWE Raw에서 리브 모건이라는 상대로 이기고 만다. 2018년 7월 9일 WWE Raw에서 리브 모건이라는 롤업으로 이걸 이긴다!! 2018년 7월 16일 WWE Raw에서는 사라 로건이라는 지고 2018년 7월 23일 WWE Raw에서는 리브 모건을 이긴다. 2018년 8월 13일 WWE Raw에서 알리샤 폭스라는 상대를 했지만 역시나 DQ다. 2018년 8월 20일 WWE Raw에서는 3vs3 태그팀 매치중에서는 아예 진다. 2018년 9월 3일 WWE Raw에서는 이번엔 데이나 브룩이라는 2vs2 태그팀 매치 중에서 지고 만다. 2018년 9월 17일 WWE Raw에서 알리샤, 미키라는 상대로 오렌만에 나이아하고 태그팀 2vs2 태그팀 매치중에서 이기고 2018년 10월 8일 WWE Raw에서는 나이아랑 대결로 승리로 그리고 2018년 10월 15일 WWE Raw에서는 나이아랑 같이 2vs2 태그팀 매치 상대가 타미나 스누카, 데이나 브룩이라는 상대로 승리를 한다. 그리고 그 후... 타미나를 공격을 할러고 했는데... 갑자기 데이나가 링으로 밀어 버린다. 2018년 10월 22일 WWE Raw에서 페이 탈 포 웨이 매치중에서 이기고 만다. WWE 에볼루션 2018에서 배틀로얄 매치 중에서 참가를 했지만 마지막에 살아남아서 끝내 결국은 탈락한다. 2018년 11월 5일 WWE Raw에서 타미나 상대를 했지만 패배 이 후... 나이아가 엘보우 드롭으로 당하고 만다. 2018년 11월 12일 WWE Raw에서 타미나 스누카라는 상대를 해봤지만 패배하게 된다. 2018년 11월 26일 WWE Raw에서 알리샤라는 이기게 된다. 2018년 12월 24일 WWE Raw에서 3vs3 태그팀 매치에서 승리를 하자마자 라이엇 스쿼드한테 당하고 만다. 2018년 12월 31일 WWE Raw에서 3vs3 태그팀 매치중에서 이기고 그리고 2019년 1월 7일 WWE Raw에서 이번에는 진더 마할 & 알리샤 폭스라는 이번에는 아폴로 크루즈라는 맺게 되면서 혼성 태그팀 매치중에서 이기고 만다. 그러나 WWE 레슬매니아 35에서 배틀로얄 매치중에서 참가를 했으나 실패를 거둔다.

## WWE 스맥다운 입성
2019년 4월 16일 WWE 스맥다운에서 이번에는 4vs4 태그팀 매치중에서 카이리 세인, 아스카, 베일리까지 이기고 만다!!

## 수상
- AIW 위민스 챔피언 (2회)
- ACW 아메리칸 죠시 챔피언 (3회)
- ACW 텔레바이즈드 챔피언 (1회)
- ACW 퀸 오브 퀸즈 토너먼트 (2012)
- PWA 위민스 챔피언 (1회)
- 랭크드 넘버 18 오브 더 탑 50 피멜 레슬링 인 더 PWI 피멜 50 인 2017
- 퀸 앤 킹 오브 더 링 (2013) - AR 폭스
- WWE NXT 위민스 챔피언 (1회)
- WWE NXT 위민스 태그팀 챔피언 (1회) - 쇼치 블랙하트
- 워리어 레슬링 위민스 챔피언 (1회)
- RoH 위민스 월드 챔피언 (1회)